# Lundy
Lundy je ostrov v Bristolském zálivu, patřící k anglickému hrabství Devon, od jehož pobřeží je vzdálen 19 km. Rozloha Lundy je 4,5 kilometru čtverečního, podle sčítání z roku 2007 zde žije 28 stálých obyvatel, převážně v obci Marisco na jihu ostrova. Lundy je známé jako biosférická rezervace, v anketě pořádané redakcí Radio Times byl ostrov vyhlášen desátým největším přírodním divem Británie.

## Historie
Název ostrova pochází ze staronorského Lundi ey, což znamená "ostrov papuchalků". Podle archeologických nálezů byl osídlen už v neolitu, nachází se zde významné keltské pohřebiště Beacon Hill. Později patřil templářským rytířům a rodině Marisco, v 17. století ho ovládli maročtí piráti. Pak se střídali různí soukromí majitelé, až v roce 1925 koupil ostrov obchodník Martin Coles Harman, který se prohlásil králem, vydával peníze a známky. Měnová jednotka se jmenovala puffin (anglicky papuchalk), na mincích byl Harmanův portrét a heslo Lundy září a vede (narážka na místní majáky).[zdroj?]
Za nedovolenou ražbu peněz byl Harman odsouzen roku 1931 k pokutě, naproti tomu známky vydává ostrov dodnes, i když jen pro vlastní potřebu (není členem Světové poštovní unie), protože britské poště se doprava zásilek nevyplatí. Ačkoli Lundy bylo vždy svět sám pro sebe a britská královská jurisdikce sem nedosahovala, žádný jeho majitel nikdy oficiálně nevyhlásil jeho nezávislost (Harman se považoval za suverénního vládce ostrova a zároveň britského poddaného, tedy napodoboval status, jaký měli domorodí panovníci např. v Britské Indii). 

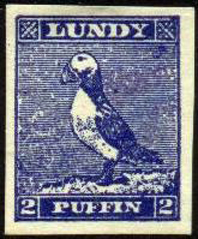
Známka ostrova Lundy s papuchalkem

V současnosti patří ostrov ekologické nadaci The Landmark Trust. Je přístupný z přístavu Ilfracombe lodí Oldenburg, kterou v zimě kvůli bouřlivému moři nahrazuje helikoptéra. Zdatní sportovci mohou na ostrov také dopádlovat kajakem, trvá to z pevniny asi šest hodin. Ročně Lundy navštíví kolem 20 000 turistů.

## Geografie
Ostrov je tvořen žulovým skaliskem, vyznačuje se vysokým přílivem (až deset metrů) a mírným oceánským podnebím. Nejvyšší bod ostrova leží 142 metrů nad mořem. Endemickou rostlinou je zelí lundyské (Coyncia Wrightyi), ostrov je také jediným místem v Británii, kde žijí sklípkani (Atypus affinia). Na ostrově hnízdí přes tři sta druhů ptáků (racci, kormoráni, sokoli), naproti tomu papuchalků, kteří jsou symbolem Lundy, dnes zbývá jen několik párů. Na pobřeží ostrova žijí tuleni, ve vnitrozemí introdukovaní ponyové, kozy a jeleni sika. Ostrov má dva majáky a kostel svaté Heleny, turistickou atrakcí je také vrak bitevní lodi Montagu, potopené roku 1906.